# Prionyx melanotus
Prionyx melanotus là một loài côn trùng cánh màng trong họ Sphecidae, thuộc chi Prionyx. Loài này được F. Morawitz miêu tả khoa học đầu tiên năm 1890.